# Japonia na Zimowych Igrzyskach Olimpijskich 1992
Japonię na Zimowych Igrzyskach Olimpijskich 1992 reprezentowało 60 zawodników: czterdziestu mężczyzn i dwadzieścia kobiet. Był to czternasty start reprezentacji Japonii na zimowych igrzyskach olimpijskich.

## Medaliści
| Medal | Imię i nazwisko                                                     | Dyscyplina           | Konkurencja              |
| ----- | ------------------------------------------------------------------- | -------------------- | ------------------------ |
|       | Reiichi Mikata Takanori Kōno Kenji Ogiwara                          | Kombinacja norweska  | Drużynowy mężczyzn       |
|       | Midori Itō                                                          | Łyżwiarstwo figurowe | Jedynki kobiet           |
|       | Toshiyuki Kuroiwa                                                   | Łyżwiarstwo szybkie  | Bieg na 500 m mężczyzn   |
|       | Yūichi Akasaka Tatsuyoshi Ishihara Toshinobu Kawai Tsutomu Kawasaki | Short track          | Sztafeta 5000 m mężczyzn |
|       | Jun’ichi Inoue                                                      | Łyżwiarstwo szybkie  | Bieg na 500 m mężczyzn   |
|       | Yukinori Miyabe                                                     | Łyżwiarstwo szybkie  | Bieg na 1000 m mężczyzn  |
|       | Seiko Hashimoto                                                     | Łyżwiarstwo szybkie  | Bieg na 1500 m kobiet    |

## Skład reprezentacji

### Narciarstwo alpejskie
Mężczyźni
| Zawodnik        | Konkurencja   | Wyścig 1     | Wyścig 2     | Suma         | Suma    |
| Zawodnik        | Konkurencja   | Czas         | Czas         | Czas         | Miejsce |
| --------------- | ------------- | ------------ | ------------ | ------------ | ------- |
| Tsuyoshi Tomii  | Zjazd         |              |              | 1:54.23      | 25      |
| Tsuyoshi Tomii  | Supergigant   |              |              | Nie ukończył | –       |
| Takuya Ishioka  | Supergigant   |              |              | 1:17.81      | 41      |
| Kiminobu Kimura | Supergigant   |              |              | 1:17.06      | 33      |
| Tsuyoshi Tomii  | Slalom gigant | 1:13.36      | Nie ukończył | Nie ukończył | –       |
| Takuya Ishioka  | Slalom gigant | 1:09.28      | 1:06.64      | 2:15.92      | 29      |
| Kiminobu Kimura | Slalom gigant | 1:07.20      | 1:04.90      | 2:12.10      | 21      |
| Takuya Ishioka  | Slalom        | Nie ukończył | –            | Nie ukończył | –       |
| Kiminobu Kimura | Slalom        | Nie ukończył | –            | Nie ukończył | –       |
| Tetsuya Okabe   | Slalom        | 54.99        | 54.49        | 1:49.48      | 18      |

Kombinacja mężczyzn
| Zawodnik        | Zjazd   | Slalom | Slalom | Suma   | Suma    |
| Zawodnik        | Czas    | Czas 1 | Czas 2 | Punkty | Miejsce |
| --------------- | ------- | ------ | ------ | ------ | ------- |
| Kiminobu Kimura | 1:50.98 | 49.47  | 52.08  | 64.14  | 15      |
| Takuya Ishioka  | 1:49.29 | 49.48  | 52.94  | 51.83  | 9       |

Kobiety
| Zawodniczka      | Konkurencja   | Wyścig 1      | Wyścig 2          | Suma              | Suma    |
| Zawodniczka      | Konkurencja   | Czas          | Czas              | Czas              | Miejsce |
| ---------------- | ------------- | ------------- | ----------------- | ----------------- | ------- |
| Sachiko Yamamoto | Zjazd         |               |                   | 1:58.52           | 26      |
| Emi Kawabata     | Zjazd         |               |                   | 1:54.52           | 11      |
| Sachiko Yamamoto | Supergigant   |               |                   | 1:27.54           | 33      |
| Emi Kawabata     | Supergigant   |               |                   | 1:27.31           | 31      |
| Emi Kawabata     | Slalom gigant | 1:10.44       | Zdyskwalifikowana | Zdyskwalifikowana | –       |
| Sachiko Yamamoto | Slalom        | Nie ukończyła | –                 | Nie ukończyła     | –       |

Kombinacja kobiet
| Zawodniczka      | Zjazd   | Slalom | Slalom        | Suma          | Suma    |
| Zawodniczka      | Czas    | Czas 1 | Czas 2        | Punkty        | Miejsce |
| ---------------- | ------- | ------ | ------------- | ------------- | ------- |
| Sachiko Yamamoto | 1:30.70 | 36.56  | Nie ukończyła | Nie ukończyła | –       |
| Emi Kawabata     | 1:27.13 | 37.56  | 37.81         | 66.10         | 13      |

### Biathlon
Mężczyźni
| Konkurencja     | Zawodnik       | Pudła | Czas    | Miejsce |
| --------------- | -------------- | ----- | ------- | ------- |
| Sprint na 10 km | Atsushi Kazama | 6     | 30:34.7 | 78      |
| Sprint na 10 km | Misao Kodate   | 3     | 28:07.0 | 36      |

| Konkurencja   | Zawodnik       | Czas    | Pudła | Skorygowany czas | Miejsce |
| ------------- | -------------- | ------- | ----- | ---------------- | ------- |
| Bieg na 20 km | Atsushi Kazama | 58:32.8 | 6     | 1'04:32.8        | 63      |
| Bieg na 20 km | Misao Kodate   | 58:53.1 | 2     | 1'00:53.1        | 28      |

Kobiety
| Konkurencja      | Zawodniczka          | Pudła | Czas    | Miejsce |
| ---------------- | -------------------- | ----- | ------- | ------- |
| Sprint na 7,5 km | Yoshiko Honda-Mikami | 2     | 26:57.3 | 22      |

| Konkurencja   | Zawodniczka          | Czas    | Pudła | Skorygowany czas | Miejsce |
| ------------- | -------------------- | ------- | ----- | ---------------- | ------- |
| Bieg na 15 km | Yoshiko Honda-Mikami | 54:55.8 | 3     | 57:55.8          | 35      |

### Bobsleje
| Osada | Zawodnicy                        | Konkurencja | Ślizg 1 | Ślizg 1 | Ślizg 2 | Ślizg 2 | Ślizg 3 | Ślizg 3 | Ślizg 4 | Ślizg 4 | Suma    | Suma    |
| Osada | Zawodnicy                        | Konkurencja | Czas    | Miejsce | Czas    | Miejsce | Czas    | Miejsce | Czas    | Miejsce | Czas    | Miejsce |
| ----- | -------------------------------- | ----------- | ------- | ------- | ------- | ------- | ------- | ------- | ------- | ------- | ------- | ------- |
| JPN-1 | Naomi Takewaki Fuminori Tsushima | Dwójki      | 1:01.74 | 26      | 1:01.99 | 22      | 1:01.77 | 16      | 1:01.95 | 19      | 4:07.45 | 21      |
| JPN-2 | Toshio Wakita Ryoji Yamazaki     | Dwójki      | 1:01.22 | 19      | 1:01.65 | 18      | 1:02.03 | 19      | 1:01.96 | 20      | 4:06.86 | 19      |

| Osada | Zawodnicy                                                     | Konkurencja | Ślizg 1 | Ślizg 1 | Ślizg 2 | Ślizg 2 | Ślizg 3 | Ślizg 3 | Ślizg 4 | Ślizg 4 | Suma    | Suma    |
| Osada | Zawodnicy                                                     | Konkurencja | Czas    | Miejsce | Czas    | Miejsce | Czas    | Miejsce | Czas    | Miejsce | Czas    | Miejsce |
| ----- | ------------------------------------------------------------- | ----------- | ------- | ------- | ------- | ------- | ------- | ------- | ------- | ------- | ------- | ------- |
| JPN-1 | Toshio Wakita Ryoji Yamazaki Fuminori Tsushima Naomi Takewaki | Czwórki     | 59.23   | 21      | 59.30   | 18      | 59.33   | 17      | 59.38   | 17      | 3:57.24 | 17      |

### Biegi narciarskie
Mężczyźni
| Konkurencja                             | Zawodnik        | Wyścig    | Wyścig  |
| Konkurencja                             | Zawodnik        | Czas      | Miejsce |
| --------------------------------------- | --------------- | --------- | ------- |
| Bieg na 10 km stylem klasycznym         | Kazunari Sasaki | 31:31.4   | 46      |
| Bieg na 10 km stylem klasycznym         | Hiroyuki Imai   | 30:17.3   | 27      |
| Bieg pościgowy na 15 km stylem dowolnym | Kazunari Sasaki | 43:08.6   | 35      |
| Bieg pościgowy na 15 km stylem dowolnym | Hiroyuki Imai   | 42:32.8   | 29      |
| Bieg na 30 km stylem klasycznym         | Kazunari Sasaki | 1'30:35.9 | 40      |
| Bieg na 30 km stylem klasycznym         | Hiroyuki Imai   | 1'29:35.6 | 32      |
| Bieg na 50 km stylem dowolnym           | Kazunari Sasaki | 2'17:20.1 | 40      |
| Bieg na 50 km stylem dowolnym           | Hiroyuki Imai   | 2'13:33.0 | 25      |

Kobiety
| Konkurencja                             | Zawodniczka     | Wyścig    | Wyścig  |
| Konkurencja                             | Zawodniczka     | Czas      | Miejsce |
| --------------------------------------- | --------------- | --------- | ------- |
| Bieg na 5 km stylem klasycznym          | Yumi Inomata    | 16:49.4   | 54      |
| Bieg na 5 km stylem klasycznym          | Naomi Hoshikawa | 16:13.2   | 48      |
| Bieg na 5 km stylem klasycznym          | Miwa Ota        | 16:03.1   | 43      |
| Bieg na 5 km stylem klasycznym          | Fumiko Aoki     | 15:33.0   | 30      |
| Bieg pościgowy na 10 km stylem dowolnym | Yumi Inomata    | 31:58.6   | 47      |
| Bieg pościgowy na 10 km stylem dowolnym | Miwa Ota        | 31:17.3   | 43      |
| Bieg pościgowy na 10 km stylem dowolnym | Naomi Hoshikawa | 30:10.8   | 34      |
| Bieg pościgowy na 10 km stylem dowolnym | Fumiko Aoki     | 28:44.4   | 19      |
| Bieg na 15 km stylem klasycznym         | Miwa Ota        | DNF       | –       |
| Bieg na 15 km stylem klasycznym         | Naomi Hoshikawa | 49:46.2   | 42      |
| Bieg na 15 km stylem klasycznym         | Fumiko Aoki     | 48:30.2   | 37      |
| Bieg na 30 km stylem dowolnym           | Fumiko Aoki     | 1'36:21.9 | 44      |
| Bieg na 30 km stylem dowolnym           | Naomi Hoshikawa | 1'35:29.4 | 42      |
| Bieg na 30 km stylem dowolnym           | Miwa Ota        | 1'35:19.4 | 41      |

Sztafeta kobiet 4 × 5 km
| Zawodniczki                                       | Wyścig    | Wyścig  |
| Zawodniczki                                       | Czas      | Miejsce |
| ------------------------------------------------- | --------- | ------- |
| Miwa Ota Fumiko Aoki Naomi Hoshikawa Yumi Inomata | 1'04:09.3 | 12      |

### Łyżwiarstwo figurowe
Mężczyźni
| Zawodnik          | SP | FS | TFP  | Miejsce |
| ----------------- | -- | -- | ---- | ------- |
| Mitsuhiro Murata  | 22 | 23 | 34.0 | 23      |
| Masakazu Kagiyama | 11 | 15 | 20.5 | 13      |

Kobiety
| Zawodniczka | SP | FS | TFP  | Miejsce |
| ----------- | -- | -- | ---- | ------- |
| Yuka Satō   | 7  | 7  | 10.5 | 7       |
| Midori Itō  | 4  | 2  | 4.0  |         |

Pary
| Zawodnicy                 | SP | FS | TFP  | Miejsce |
| ------------------------- | -- | -- | ---- | ------- |
| Rena Inoue Tomoaki Koyama | 14 | 14 | 21.0 | 14      |

### Narciarstwo dowolne
Mężczyźni
| Zawodnik       | Konkurencja      | Kwalifikacja | Kwalifikacja | Kwalifikacja | Finał                  | Finał                  | Finał                  |
| Zawodnik       | Konkurencja      | Czas         | Punkty       | Miejsce      | Czas                   | Punkty                 | Miejsce                |
| -------------- | ---------------- | ------------ | ------------ | ------------ | ---------------------- | ---------------------- | ---------------------- |
| Osamu Yamazaki | Jazda na muldach | 35.31        | 14.49        | 40           | Nie zakwalifikował się | Nie zakwalifikował się | Nie zakwalifikował się |

### Saneczkarstwo
Mężczyźni
| Zawodnik           | Ślizg 1 | Ślizg 1 | Ślizg 2 | Ślizg 2 | Ślizg 3 | Ślizg 3 | Ślizg 4 | Ślizg 4 | Suma     | Suma    |
| Zawodnik           | Czas    | Miejsce | Czas    | Miejsce | Czas    | Miejsce | Czas    | Miejsce | Czas     | Miejsce |
| ------------------ | ------- | ------- | ------- | ------- | ------- | ------- | ------- | ------- | -------- | ------- |
| Kazuhiko Takamatsu | 46.283  | 20      | 46.065  | 17      | 46.838  | 18      | 46.614  | 17      | 3:05.800 | 17      |

Dwójki mężczyzn
| Zawodnicy                  | Ślizg 1 | Ślizg 1 | Ślizg 2 | Ślizg 2 | Suma     | Suma    |
| Zawodnicy                  | Czas    | Miejsce | Czas    | Miejsce | Czas     | Miejsce |
| -------------------------- | ------- | ------- | ------- | ------- | -------- | ------- |
| Atsushi Sasaki Yuji Sasaki | 47.776  | 19      | 47.566  | 18      | 1:35.342 | 18      |

### Kombinacja norweska
Indywidualny mężczyzn
Konkurencje:
- Skoki narciarskie – normalna skocznia
- Biegi narciarskie – bieg na 15 km

| Zawodnik       | Konkurencja  | Skoki narciarskie | Skoki narciarskie | Biegi narciarskie | Biegi narciarskie | Suma    | Suma |
| Zawodnik       | Konkurencja  | Punkty            | Miejsce           | Start z           | Czas              | Miejsce |      |
| -------------- | ------------ | ----------------- | ----------------- | ----------------- | ----------------- | ------- | ---- |
| Takanori Kōno  | Indywidualny | 197.4             | 25                | +3:27.4           | 48:46.3           | 19      |      |
| Masashi Abe    | Indywidualny | 197.9             | 24                | +3:24.0           | 51:08.5           | 30      |      |
| Kenji Ogiwara  | Indywidualny | 215.3             | 6                 | +1:28.0           | 46:25.5           | 7       |      |
| Reiichi Mikata | Indywidualny | 226.1             | 2                 | +16.0             | 52:09.1           | 34      |      |

Drużynowy mężczyzn
Konkurencje:
- Skoki narciarskie – normalna skocznia
- Biegi narciarskie – bieg na 10 km

| Zawodnicy                                  | Skoki narciarskie | Skoki narciarskie | Biegi narciarskie | Biegi narciarskie | Suma    |
| Zawodnicy                                  | Punkty            | Miejsce           | Start z           | Czas              | Miejsce |
| ------------------------------------------ | ----------------- | ----------------- | ----------------- | ----------------- | ------- |
| Reiichi Mikata Takanori Kōno Kenji Ogiwara | 645.1             | 1                 | +0.0              | 1'23:36.5         |         |

### Short track
Mężczyźni
| Zawodnik                                                            | Konkurencja     | Runda 1 | Runda 1 | Ćwierćfinał            | Ćwierćfinał            | Półfinał               | Półfinał               | Finał                  | Finał                  |
| Zawodnik                                                            | Konkurencja     | Czas    | Miejsce | Czas                   | Miejsce                | Czas                   | Miejsce                | Czas                   | Finałowe miejsce       |
| ------------------------------------------------------------------- | --------------- | ------- | ------- | ---------------------- | ---------------------- | ---------------------- | ---------------------- | ---------------------- | ---------------------- |
| Tsutomu Kawasaki                                                    | Bieg na 1000 m  | 1:38.75 | 2 Q     | 1:35.66                | 4                      | Nie zakwalifikował się | Nie zakwalifikował się | Nie zakwalifikował się | Nie zakwalifikował się |
| Toshinobu Kawai                                                     | Bieg na 1000 m  | 1:42.28 | 3       | Nie zakwalifikował się | Nie zakwalifikował się | Nie zakwalifikował się | Nie zakwalifikował się | Nie zakwalifikował się | Nie zakwalifikował się |
| Tatsuyoshi Ishihara                                                 | Bieg na 1000 m  | 1:34.11 | 2 Q     | 1:34.86                | 4                      | Nie zakwalifikował się | Nie zakwalifikował się | Nie zakwalifikował się | Nie zakwalifikował się |
| Yūichi Akasaka Tatsuyoshi Ishihara Toshinobu Kawai Tsutomu Kawasaki | Sztafeta 5000 m |         |         | 7:22.43                | 2 Q                    | 7:22.84                | 1 QA                   | 7:18.18                |                        |

Kobiety
| Zawodniczka                                      | Konkurencja     | Runda 1 | Runda 1 | Ćwierćfinał | Ćwierćfinał | Półfinał                | Półfinał                | Finał                   | Finał                   |
| Zawodniczka                                      | Konkurencja     | Czas    | Miejsce | Czas        | Miejsce     | Czas                    | Miejsce                 | Czas                    | Finałowe miejsce        |
| ------------------------------------------------ | --------------- | ------- | ------- | ----------- | ----------- | ----------------------- | ----------------------- | ----------------------- | ----------------------- |
| Nobuko Yamada                                    | Bieg na 500 m   | 48.79   | 1 Q     | 57.69       | 3           | Nie zakwalifikowała się | Nie zakwalifikowała się | Nie zakwalifikowała się | Nie zakwalifikowała się |
| Mie Naito Rie Sato Hiromi Takeuchi Nobuko Yamada | Sztafeta 3000 m |         |         |             |             | 4:37.08                 | 1 Q                     | 4:44.50                 | 4                       |

### Skoki narciarskie
| Zawodnik        | Konkurencja       | Skok 1    | Skok 1 | Skok 2    | Skok 2 | Suma  | Suma    |
| Zawodnik        | Konkurencja       | Odległość | Nota   | Odległość | Nota   | Nota  | Miejsce |
| --------------- | ----------------- | --------- | ------ | --------- | ------ | ----- | ------- |
| Noriaki Kasai   | Skocznia normalna | 77.5      | 89.0   | 83.5      | 98.1   | 187.1 | 31      |
| Kenji Suda      | Skocznia normalna | 80.0      | 93.5   | 79.5      | 91.2   | 184.7 | 39      |
| Jirō Kamiharako | Skocznia normalna | 80.0      | 94.0   | 80.5      | 94.8   | 188.8 | 28      |
| Masahiko Harada | Skocznia normalna | 83.5      | 98.6   | 84.0      | 102.4  | 201.0 | 14      |
| Jirō Kamiharako | Skocznia duża     | 100.0     | 79.5   | 97.5      | 76.0   | 155.5 | 25      |
| Noriaki Kasai   | Skocznia duża     | 101.5     | 82.1   | 84.5      | 72.3   | 154.4 | 26      |
| Kenji Suda      | Skocznia duża     | 106.5     | 91.1   | 97.5      | 77.0   | 168.1 | 17      |
| Masahiko Harada | Skocznia duża     | 113.5     | 102.4  | 116.0     | 108.9  | 211.3 | 4       |

Drużynowy mężczyzn – skocznia duża
| Zawodnicy                                                | Wynik | Wynik   |
| Zawodnicy                                                | Nota  | Miejsce |
| -------------------------------------------------------- | ----- | ------- |
| Masahiko Harada Kenji Suda Jirō Kamiharako Noriaki Kasai | 571.0 | 4       |

### Łyżwiarstwo szybkie
Mężczyźni
| Konkurencja      | Zawodnik          | Wyścig   | Wyścig  |
| Konkurencja      | Zawodnik          | Czas     | Miejsce |
| ---------------- | ----------------- | -------- | ------- |
| Bieg na 500 m    | Yukinori Miyabe   | 38.12    | 18      |
| Bieg na 500 m    | Yasunori Miyabe   | 37.49    | 5       |
| Bieg na 500 m    | Jun’ichi Inoue    | 37.26    |         |
| Bieg na 500 m    | Toshiyuki Kuroiwa | 37.18    |         |
| Bieg na 1000 m   | Yasunori Miyabe   | 1:16.52  | 19      |
| Bieg na 1000 m   | Yūji Fujimoto     | 1:15.78  | 11      |
| Bieg na 1000 m   | Toshiyuki Kuroiwa | 1:15.56  | 9       |
| Bieg na 1000 m   | Yukinori Miyabe   | 1:14.92  |         |
| 1500 m           | Keiji Shirahata   | 2:05.47  | 44      |
| 1500 m           | Kazuhiro Sato     | 2:00.51  | 28      |
| 1500 m           | Tōru Aoyanagi     | 1:57.36  | 12      |
| 1500 m           | Yukinori Miyabe   | 1:56.99  | 9       |
| Bieg na 5000 m   | Keiji Shirahata   | 7:24.95  | 22      |
| Bieg na 5000 m   | Toshihiko Itokawa | 7:20.50  | 18      |
| Bieg na 5000 m   | Kazuhiro Sato     | 7:19.69  | 17      |
| Bieg na 10 000 m | Keiji Shirahata   | 14:47.56 | 18      |
| Bieg na 10 000 m | Toshihiko Itokawa | 14:42.35 | 13      |
| Bieg na 10 000 m | Kazuhiro Sato     | 14:28.30 | 5       |

Kobiety
| Konkurencja    | Zawodniczka     | Wyścig  | Wyścig  |
| Konkurencja    | Zawodniczka     | Czas    | Miejsce |
| -------------- | --------------- | ------- | ------- |
| Bieg na 500 m  | Yoko Fukazawa   | 42.18   | 24      |
| Bieg na 500 m  | Noriko Toda     | 41.97   | 23      |
| Bieg na 500 m  | Seiko Hashimoto | 41.32   | 12      |
| Bieg na 500 m  | Kyōko Shimazaki | 40.98   | 7       |
| Bieg na 1000 m | Yoko Fukazawa   | 1:25.00 | 24      |
| Bieg na 1000 m | Noriko Toda     | 1:24.96 | 23      |
| Bieg na 1000 m | Kyōko Shimazaki | 1:24.28 | 18      |
| Bieg na 1000 m | Seiko Hashimoto | 1:22.63 | 5       |
| Bieg na 1500 m | Yumi Kaeriyama  | 2:10.75 | 19      |
| Bieg na 1500 m | Mie Uehara      | 2:09.33 | 11      |
| Bieg na 1500 m | Seiko Hashimoto | 2:06.88 |         |
| Bieg na 3000 m | Mie Uehara      | 4:37.54 | 17      |
| Bieg na 3000 m | Yumi Kaeriyama  | 4:33.53 | 13      |
| Bieg na 3000 m | Seiko Krohn     | 4:32.12 | 12      |
| Bieg na 5000 m | Mie Uehara      | 7:54.15 | 14      |
| Bieg na 5000 m | Yumi Kaeriyama  | 7:50.77 | 12      |
| Bieg na 5000 m | Seiko Hashimoto | 7:47.65 | 9       |